# Unió Republicana (1903)
Unió Republicana (UR) fou un partit polític fundat a Madrid el 1903 amb el propòsit d'aplegar els grups republicans espanyols sorgits durant la Restauració, tots ells molt heterogenis ideològicament i sovint enfrontats a nivell personal, gràcies a les bones perspectives electorals aconseguides per les aliances republicanes de 1893 i 1900. Els artífexs en foren Nicolás Salmerón, que en seria el president, i Alejandro Lerroux. En el seu programa reclamava la restauració de la Constitució de 1869, la proclamació de la república i convocar unes Corts Constituents.
El nou partit aconseguí aplegar tots els partits republicans espanyols, llevat amb el Partit Republicà Democràtic Federal, amb el qual només assoliren una aliança electoral. A les eleccions de 1905 assolí un bon èxit i va obtenir 30 escons al Principat, al País Valencià i a Madrid.
La promulgació de la llei de Jurisdiccions i la conveniència de pactar amb Solidaritat Catalana trencaren el partit. D'una part, els partidaris de col·laborar amb els catalanistes (liderats per Salmerón) i d'una altra els oposats al catalanisme, encapçalats per Alejandro Lerroux i recolzats, després d'un intent de conciliació, per Julián Besteiro. En 1908 Salmerón i una part de la UR de Catalunya es van sumar a Solidaritat Catalana, coalició electoral que encapçalaria el mateix Salmerón amb notable èxit. Quan la posició favorable al catalanisme es va imposar en el si del partit, la Fraternitat Republicana de Alejandro Lerroux i el gruix dels nuclis de la Unió en la resta d'Espanya (als quals es van adherir, a més de Besteiro, altres intel·lectuals com Giner de los Ríos o Pío Baroja) va abandonar la Unió i va fundar el Partit Republicà Radical.
La Unió Republicana a Catalunya era formada per polítics de la vàlua de Francesc Layret, Albert Bastardas i Sampere, Eusebi Corominas, Emili Junoy i Gelabert, Lluís Companys, Josep Roca i Roca. El 1909 es coalitzaren amb el Centre Nacionalista Republicà i el Partit Republicà Democràtic Federal per a formar Esquerra Catalana, aliança electoral que es presentà a les eleccions de 1910. L'abril del 1910, a iniciativa de Joaquim Lluhí i Rissech, es convertí en partit amb el nom d'Unió Federal Nacionalista Republicana.